# Neckeropsis spurio-truncata
Neckeropsis spurio-truncata är en bladmossart som beskrevs av Fleischer 1908. Neckeropsis spurio-truncata ingår i släktet Neckeropsis och familjen Neckeraceae. Inga underarter finns listade i Catalogue of Life.